# Gotthilf Jaeger
Gotthilf Jaeger (* 29. Juni 1871 in Köln; † um 1924 oder 1933 in Berlin) war ein deutscher Bildhauer.

## Leben
Jaeger war Schüler des Bildhauers Hermann Volz an der Großherzoglich Badischen Akademie der Künste in Karlsruhe, die er von 1892 bis 1893 besuchte; zudem studierte er am Städelschen Kunstinstitut in Frankfurt am Main sowie der Königlich-Preußischen Fachschule für Metallindustrie in Iserlohn. Später lehrte er an der Herzoglichen Kunstgewerbeschule und Fachschule für die Metallindustrie in Pforzheim. Der Bildhauer unterhielt ein Atelier in Berlin-Wilmersdorf. Von 1900 bis 1915 war er Teilhaber des Berliner Bildhauerateliers Bieber. Er zählte zu den Mitgliedern des von 1927 bis 1933 bestehenden Reichsverbands bildender Künstler Deutschlands.
Jaeger orientierte sich bei der Formgestaltung seiner dekorativen plastischen Werke hauptsächlich am Geschmack seiner Zeit. Seine zahlreichen Statuetten aus Bronze zeigen vielfach weibliche und männliche Akte im Jugendstil, oftmals auch mit mythologischem Sujet, spätere Arbeiten lehnten sich an den Stil des Art déco an.

## Werke (Auswahl)
- Trinkendes Mädchen, 1910–1920
- Icarus, 1920
- Athlet
- Soldat
- Ganymed
- Junger Athlet mit Adler
- Harlekin mit Mandoline
- Friedrich der Große beim Flötenspiel
- Schwerttänzerin, 1900–1910
- Stehender Fechter (Halbakt)
- Reifentänzerin
- Tanzender weiblicher Akt mit Elfenbeinkugel
- Tänzerin, 1920
- Läufer
- Der Schmied
- Junger Bacchus, 1910
- Merkur als Seemann, 1910
- Schwertkämpfer
- Tänzerin in Arabeskenhaltung